# Pronasoona
Pronasoona es un género de arañas araneomorfas de la familia Linyphiidae. Se encuentra en el sudeste de Asia.

## Lista de especies
Según The World Spider Catalog 12.0:
- Pronasoona aurata Millidge, 1995
- Pronasoona sylvatica Millidge, 1995